# Wjatscheslaw Leonidowitsch Kondratjew
Wjatscheslaw Leonidowitsch Kondratjew (russisch Вячеслав Леонидович Кондратьев, wiss. Transliteration Vjačeslav Leonidovič Kondrat'ev; geb. 30. Oktober 1920 in Poltawa; gest. 24. September 1993 in Moskau) war ein sowjetisch-russischer Schriftsteller, Dichter, Prosaautor und Grafiker. Er zählt zu den Hauptvertretern der sogenannten Leutnant-Prosa (Leitenantskaja prosa). Kondratjews Wunsch, den Großen Vaterländischen Krieg frei von Romantik darzustellen, führte zu einer Reihe von Romanen und Erzählungen.
Alle seine Werke sind in gewisser Weise autobiografisch.

## Leben
Wjatscheslaw Kondratjew wurde am 30. Oktober 1920 in Poltawa in der Familie eines Eisenbahningenieurs geboren. 1922 zog die Familie nach Moskau. Im ersten Studienjahr am Moskauer Institut für Architektur im Jahr 1939 wurde er in die Rote Armee eingezogen. Er diente in den Eisenbahntruppen des Fernen Ostens. Im Dezember 1941 ging er an die Front. 1942 kämpfte er in der Nähe von Rschew als Teil einer Schützenbrigade. Er wurde verwundet und mit der Medaille „Für Tapferkeit“ ausgezeichnet. Nach seinem verletzungsbedingten Urlaub diente er bei den Eisenbahntruppen, wurde erneut schwer verwundet, verbrachte sechs Monate im Krankenhaus und wurde arbeitsunfähig.
Er absolvierte 1958 das Moskauer Polygraphische Institut. Für lange Zeit arbeitete er als Grafiker. Er schrieb seit den frühen 1950er Jahren, veröffentlichte aber erst, als er bereits 59 Jahre alt war. 
Seine erste Erzählung mit dem Titel Saschka (russisch Сашка / Saška) wurde im Februar 1979 in der Zeitschrift Druschba narodow veröffentlicht. Sie fand später Aufnahme in der Liste der „100 Bücher“, die das Ministerium für Bildung und Wissenschaft der Russischen Föderation den Schulkindern für das selbständige Lesen empfohlen hat.
1980 veröffentlichte das Magazin Snamja die Geschichte День Победы в Черново (Tag des Sieges in Tschernowo) und die Geschichten Борькины пути-дороги (Borkas Wege und Straßen) und Отпуск по ранению (Verwundetenurlaub).
Einige seiner Werke aus den 1980er Jahren, die Erzählungen Отпуск по ранению (Verwundetenurlaub), Встречи на Сретенке (Begegnungen auf der Sretenka) und der Roman Красные ворота (Rotes Tor) sind durch einen gemeinsamen Helden - Leutnant Wolodka – verbunden. Im Roman kehrt dieser nach einer kurzen Pause in Moskau zurück, um in der Nähe von Rschew zu kämpfen, es geht um die Rückkehr des Helden aus dem Krieg und über die Schwierigkeiten, in den friedlichen Alltag einzutreten. Seine Prosa, sein „Rschew-Roman“, wie er von Wiktor Astafjew definiert wurde, wurde zu einem Eintauchen in die Vergangenheit, zu einem Nacherleben „seines Krieges“.
Der Schriftsteller Kondratjew lebte in Moskau und war Mitglied des Schriftstellerverbands der UdSSR und des russischen PEN-Zentrums.
1985 wurde ihm der Orden des Vaterländischen Krieges I. Klasse verliehen.
Am 23. September 1993 beging er während einer schweren Krankheit Selbstmord. Er ist auf dem Kunzewoer Friedhof in Moskau begraben.

## Werke
- День Победы в Черново: Повесть / Tag des Sieges in Tschernowo: Eine Geschichte // Знамя. – 1980. – № 5. – С. 10–38.
- Будни: Рассказ / Wochentage: Eine Geschichte // Смена. – 1980. – № 9. – С. 22–25.
- Сашка // На поле Овсянниковском: Повести, рассказы. / Sashka // On the Ovsyannikov Field: Novels and Stories.  – М., 1985. – С. 5–293.
- В те дни под Ржевом: Рассказ // Венок славы. / In jenen Tagen bei Rschew: Geschichte // Kranz des Ruhms – М., 1985. – Т. 7. – С. 23–48.
- Вечное Ржевское поле // Перспектива-87: Сб. Статей. / Das ewige Rschew-Feld // Perspektive-87: Gesammelte Artikel – М., 1988. – С. 51–59.
- Искупить кровью: Повесть // Знамя. / Mit Blut erlösen: Eine Erzählung. – 1991. – № 12. – С. 33–84.
- Лазарев Л.И. “А мы с тобой, брат, из пехоты...”: О ржевских повестях и рассказах В.Кондратьева // Лазарев Л.И. Это наша судьба. / Lazarev L.I. "Und du und ich, Bruder, von der Infanterie...": Über Rschew. Romane und Geschichten von V.Kondratyev // Lazarev L.I. Das ist unser Schicksal. – М., 1983. – С. 369–391.
- По горячим следам памяти и правды / Auf den heißen Spuren von Erinnerung und Wahrheit // Неделя. – 1987. – № 50. – С. 11.
- О войне написано не все // Земля рождения, земля судьбы. / Nicht alles wird über den Krieg geschrieben // Land der Geburt, Land des Schicksals. – М., 1987. – С. 177–198.

Übersetzungen
- Perestroika aus der Sicht eines Schriftstellers. Novosti, Moskau 1990 (Inhaltsverzeichnis)
- Fahrt in die Vergangenheit. Aufbau-Verlag, Berlin 1987, 1. Aufl. (Inhaltsverzeichnis)
- Saschka. Henschelverl. Kunst u. Gesellschaft, Berlin [1984]

## Deutschsprachige Hörspielbearbeitung
- 1985: Saschka – Übersetzung: Oksana Bulgakowa, Regie: Peter Groeger, mit Daniel Minetti in der Titelrolle (Rundfunk der DDR)[9]